# Kvartersnamn i Skellefteå

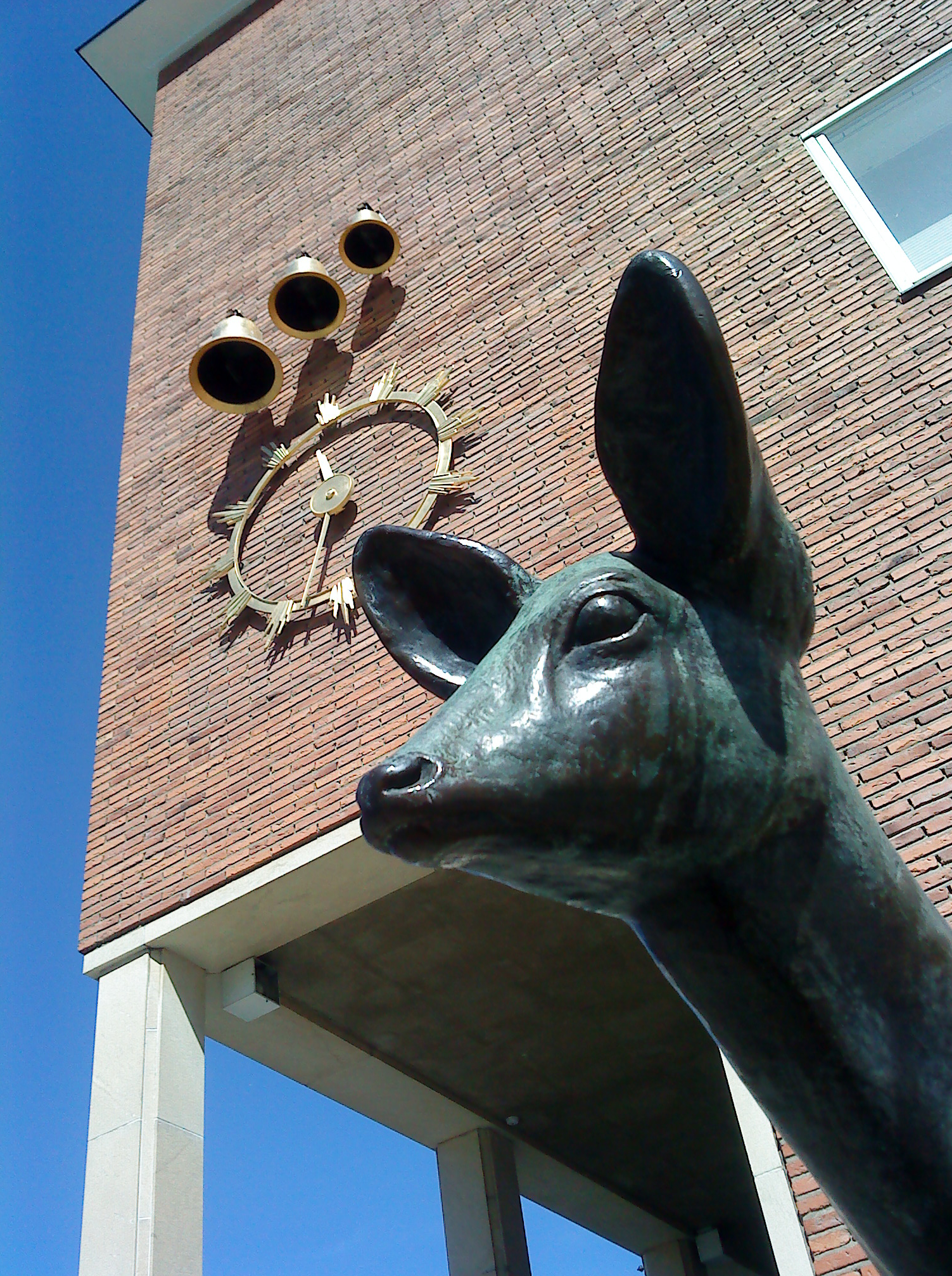
Skulpturen "Hjortdjur" framför gamla stadshuset Hjorten i kvarteret Hjorten.

Kvartersnamn i Skellefteå finns dokumenterade sedan åtminstone 1922. Även om de inte används direkt av Skelleftebor i allmänhet, finns de ofta indirekt i folks vardag i och med att kvarter ofta ger upphov till namn på verksamheter: förskolan Hagen, torget Odentorget, bostadsbolaget Kastor Fastigheter, it-företaget Sirius IT, bostadsrättsföreningen Alhem, simhallen Eddahallen, äldreboendet Ömheten med flera. 
Kvarteren ger också namn på den eller de fastigheter, vilka ligger i kvarteret, alltid åtföljd av en siffra (ex Hjorten 7) och är därmed viktiga som fastighetsidentifikationen i samband med till exempel fastighetsdeklaration, fastighetsskatt och bygglovsärenden. Fördelen med att ange kvartersnamn istället för exempelvis gata, är att en byggnad som fyller kvarteret kan ligga på fyra gator (och mer om kvarteret inte är kvadratiskt). Liksom begreppet fastighet tenderar att användas om även, och ibland endast om, huset, används fastighetsbeteckningen ibland som namn på huset. 
Endast inom stadens gränser (dvs i stadsdelarna) har man kvartersnamn. Alla fastigheter har dock inte kvartersnamn. I Skellefteå finns idag cirka 1 500 kvartersnamn, från Stämningsgården i väst till Skelleftehamn i öst.

## Historik

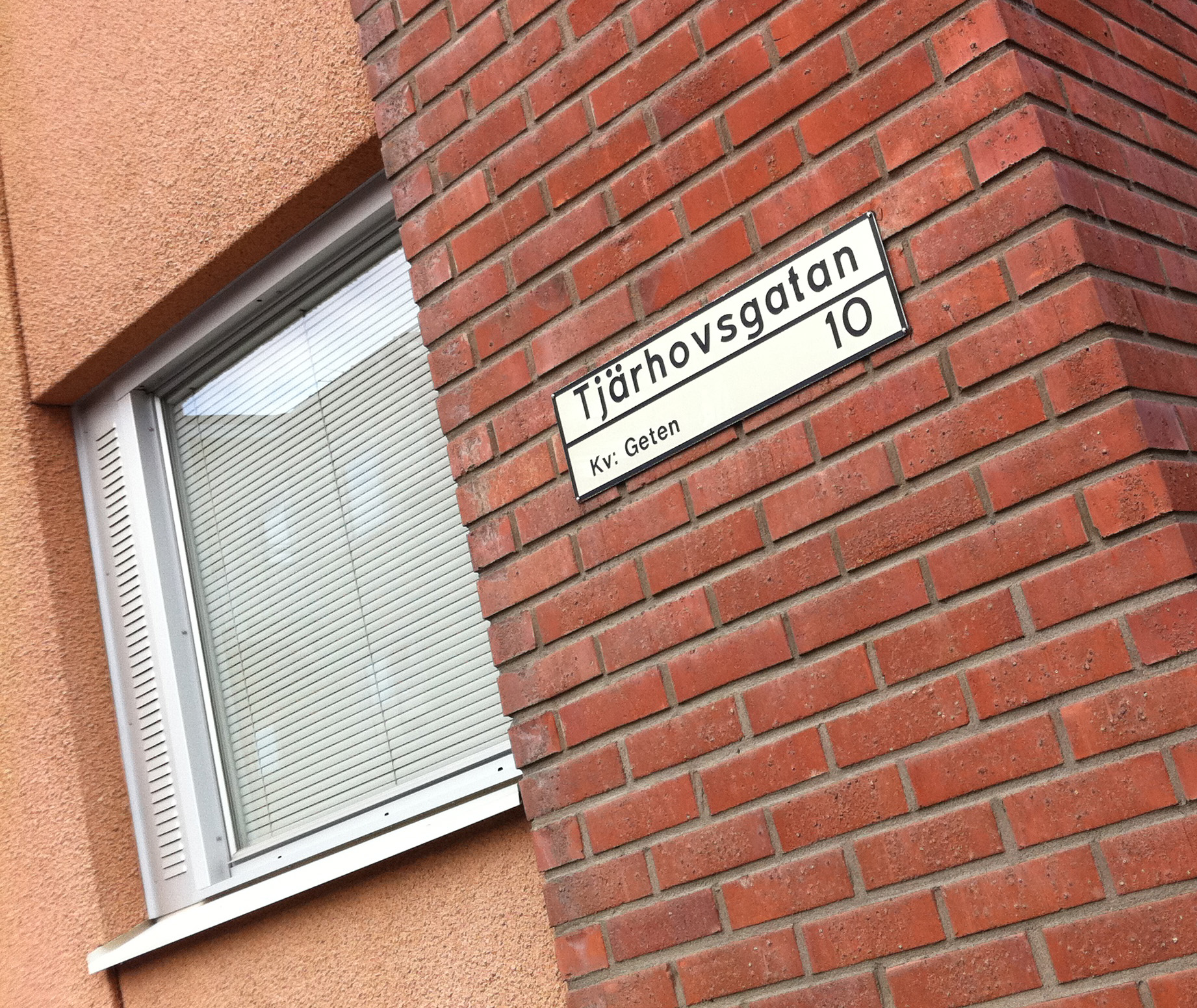
Kvartersnamn på gatuskylt, Tjärhovsgatan 10 (Centrala stan).

Kvartersnamnen går tillbaka till 1845, då det nya Skellefteå etablerades och skulle delas in i tomter. Ursprungligen hade kvarteren dock bara nummer, angivna i romerska siffror, exempelvis hade blivande kvarteret Hjorten no. XIII. Hur och när de första kvarteren fick sina namn är inte med säkerhet fastställt, men man vet att distriktslantmätare G A Snellman 1922 tog fram ett förslag på ett antal kvartersnamn strax utanför stadskärnan.
Detta varv av kvartersnamn, strax utanför kärnan, uppkom med kvartersindelningen i samband att Albert Lilienbergs stadsplan hade fastställts den 5 november 1920, och det blev nödvändigt att genomföra en tomtindelning av kvarteren. Byggnadsnämnden behandlade frågan den 21 mars och beslöt att föreslå stadsfullmäktige att tomtindelning initialt bara skulle göras i de kvarter som var bebyggda eller avsedda att bebyggas inom den närmaste tiden. Dessa kvarter låg utanför dagens Nordlandergatan, Kanalgatan och Kyrkgränd. De 23 kvarteren var då betecknade med "arbetsnamn". I februari 1922 hade distriktslantmätare G A Snellman (anställd i stadens tjänst som mätningman) lagt fram ett förslag på kvarters- och gatunamn som byggnadsnämnden godkände den 16 februari och sände till stadsfullmäktige för antagande. Fullmäktige ansåg dock 25 april att förslagen borde delgetts allmänheten, varför annonsering om fler förslag genomfördes. Då inga förslag inkom fastslog fullmäktige det ursprungliga förslaget.
Vid Skellefteås kommunsammanslagningar har kvartersnamn bytts ut när de krockat, det fanns exempelvis ett kvarteret Harren i såväl Skellefteå landskommun som Skellefteå stad.

### Koordinatsystemet i Centrum
Kvartersnamnen i stadsdelsområdet Centrum är inte särskilt unika nationellt sett, men har en speciell egenhet; koordinatsystemet. I centrum av Skellefteå kan man tämligen lätt orientera sig i öst–västlig som syd–nordlig riktning med hjälp av kvarterens namn. Från väst till öst går kvartersnamnen från A–Ö (Abborren, Örnen) och från älven och norrut följer de olika temata (fiskar, fåglar, fyrfotadjur etc). Om kvarteret börjar på G och är en fågel är det således i andra led från älven och mellan Tjärhovsgatan och Köpmangatan (andra led från S Lasarettsvägen). Detta är tydligast inom själva Centrum, rutnätstaden, där kvarteren är kvadratiska, men systemet täcker även delar av Prästbordet och stora delar av Älvsbacka.
Kvarterskoordinatsystemet: Väst-Öst (E till P) och Syd-Nord (fisk, fågel, fyrfotadjur, asagudar)

## Kvartersnamnen idag
Även idag ger man kvartersnamn, efter vissa kategorier. Dessa  kategoribegrepp är ibland lika för gator och kvarter i samma område, som på Östra Solbacken, där både gatunamn och kvartersnamn har anknytning till affärsverksamhet: Ordergatan, Varugatan, kvarteret Fakturan med flera. Namn på gator och kvarter beslutas av kommunfullmäktige efter förslag från kommunala lantmäteriet i samråd med Samhällsbyggnads (fd bygg- och miljökontoret, fd stadsarkitektkontoret) planverksamhet och skol- och kulturkontoret. I Skellefteå anges idag i princip inga kvartersnamn på gatuskyltar. 

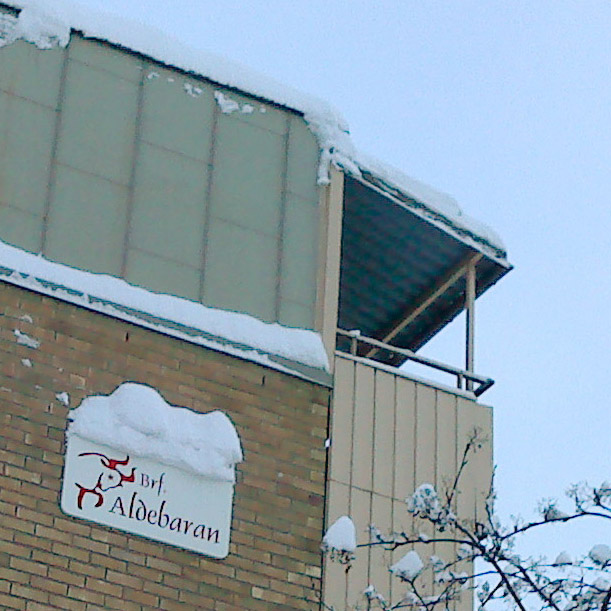
Stjärnan Aldebaran hos brf Aldebaran i kvarteret Aldebaran
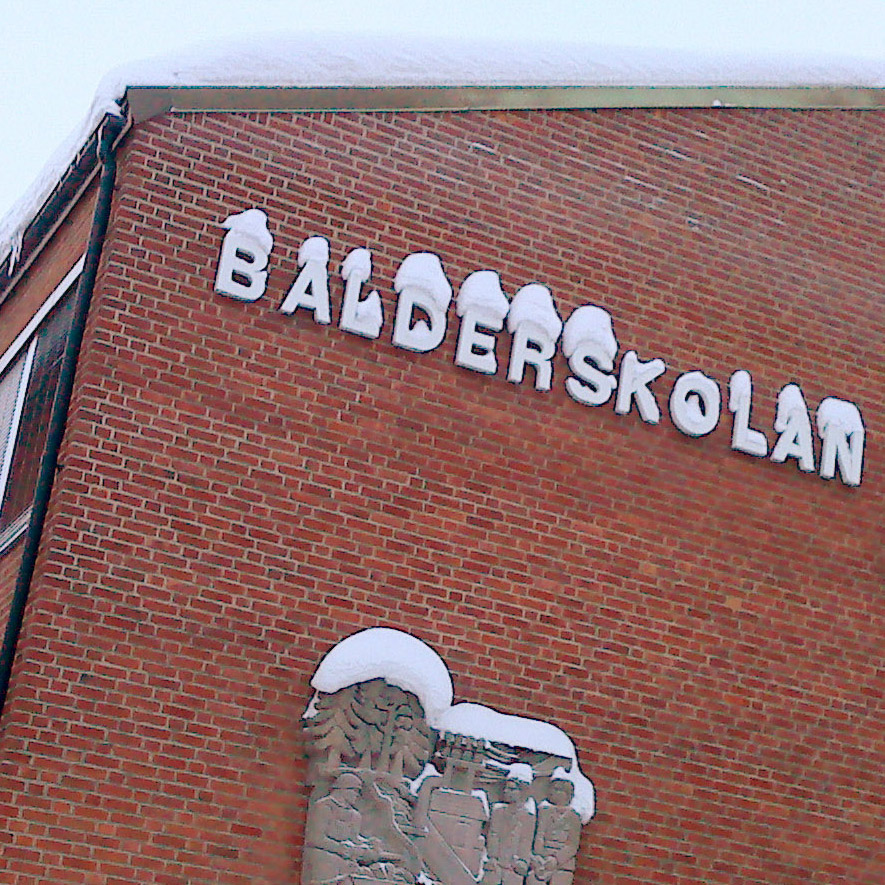
Balderskolan i kvarteret Balder
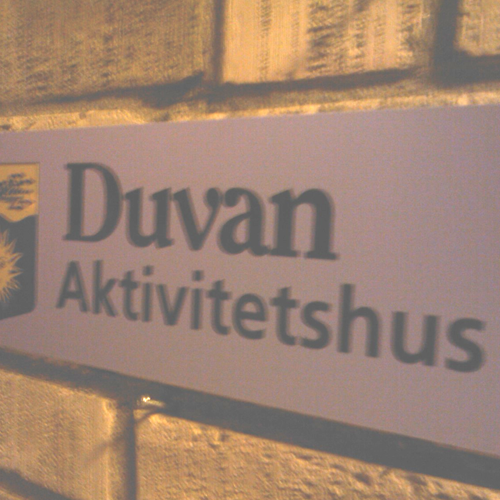
Aktivitetshuset Duvan i kvarteret Ringduvan (fd Duvan)
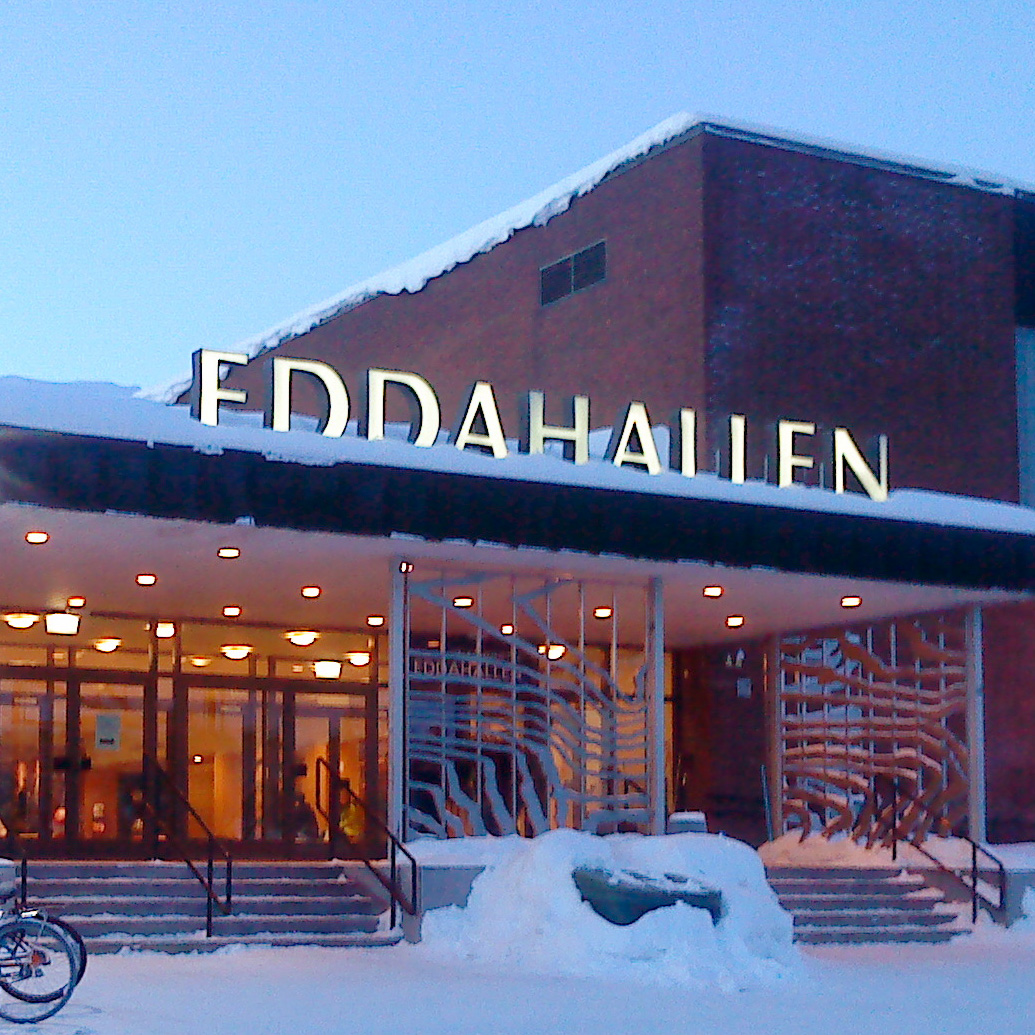
Eddahallen i kvarteret Eddan (fd Edda)
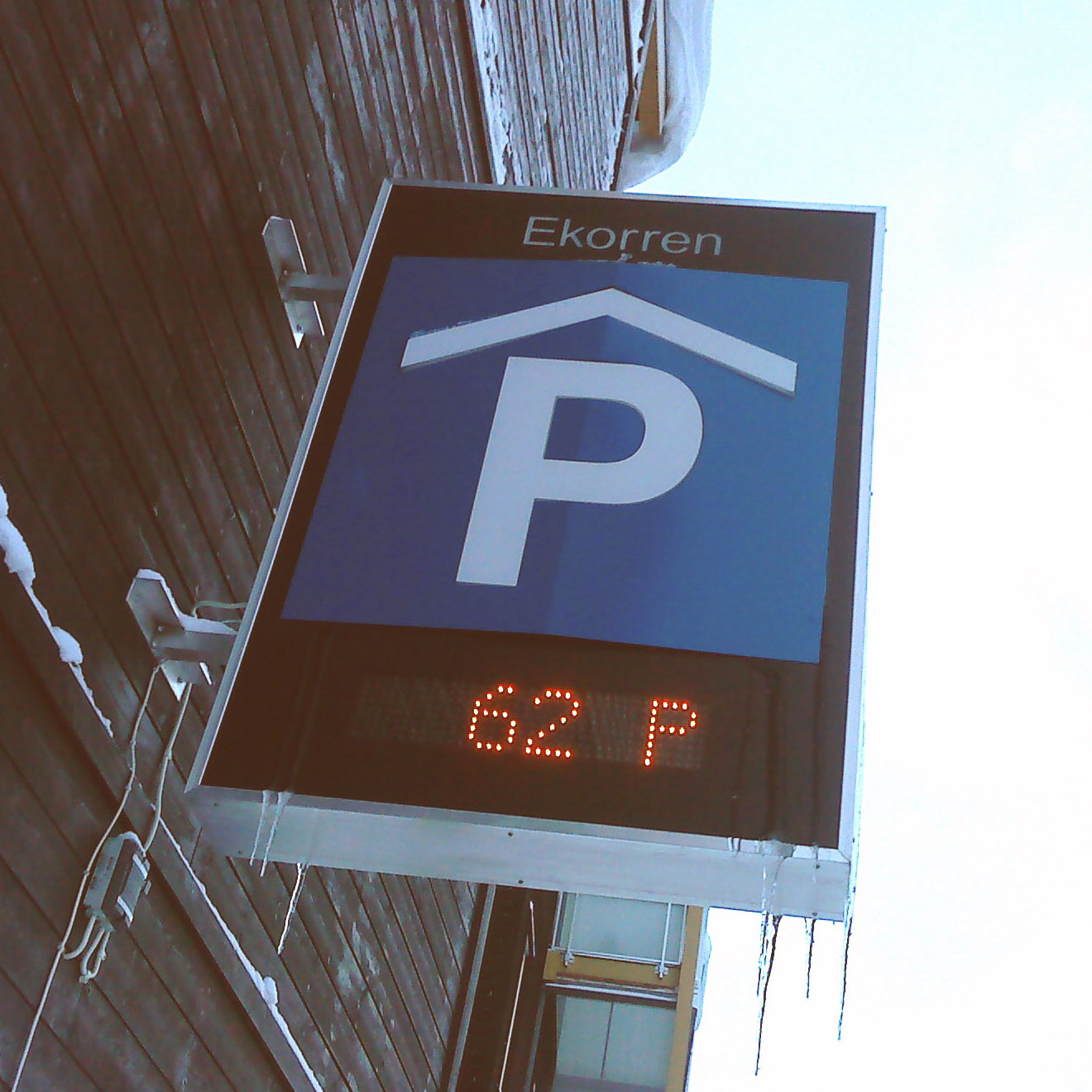
Parkeringshuset Ekorren i kvarteret Ekorren
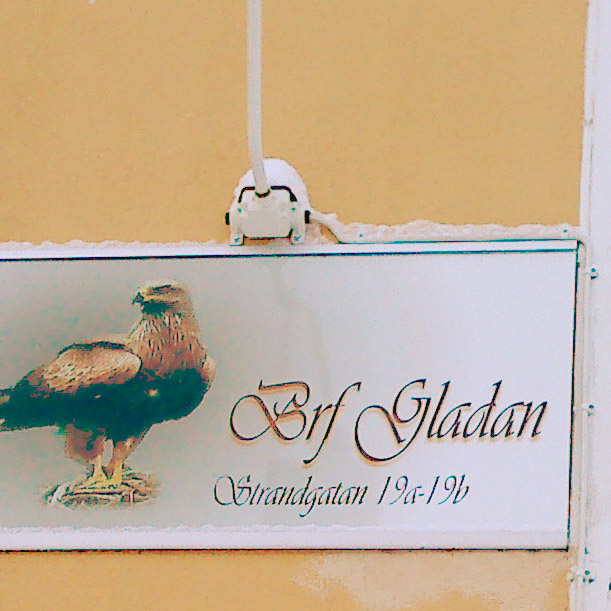
En glada hos brf Gladan i kvarteret Gladan
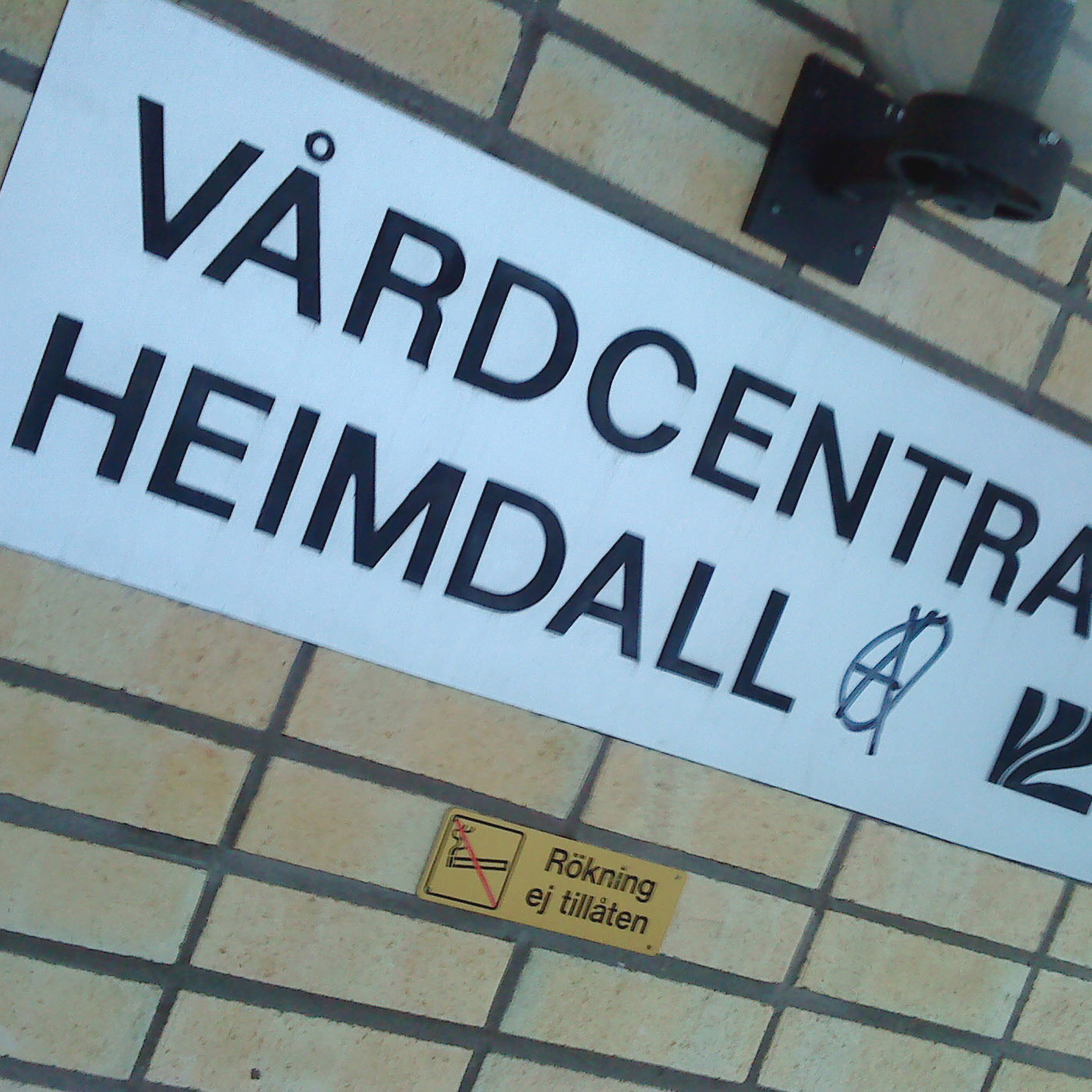
Vårdcentralen Heimdall i kvarteret Heimdall
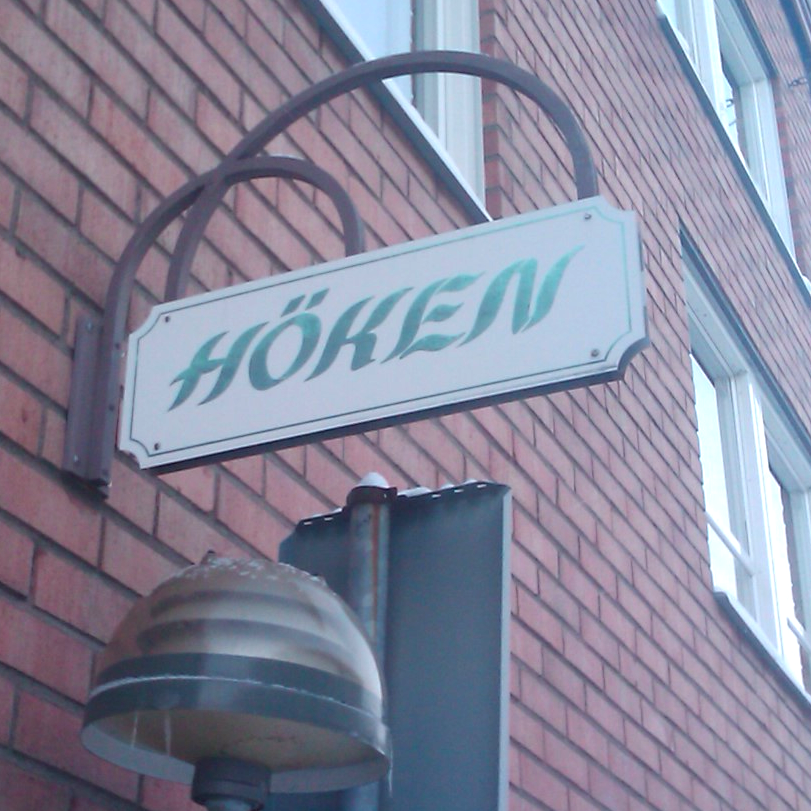
Äldreboendet Höken i kvarteret Höken
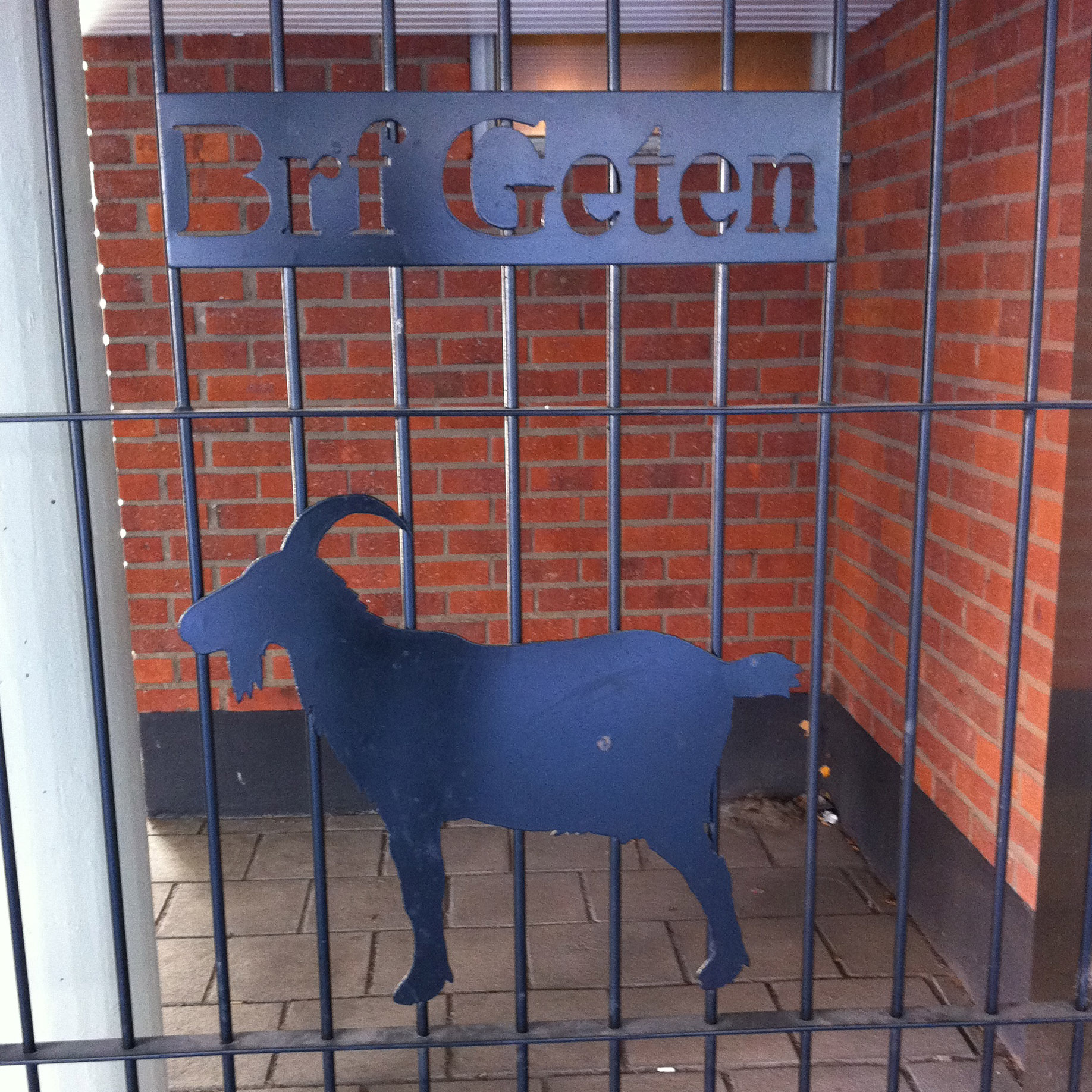
Grind i kv Geten
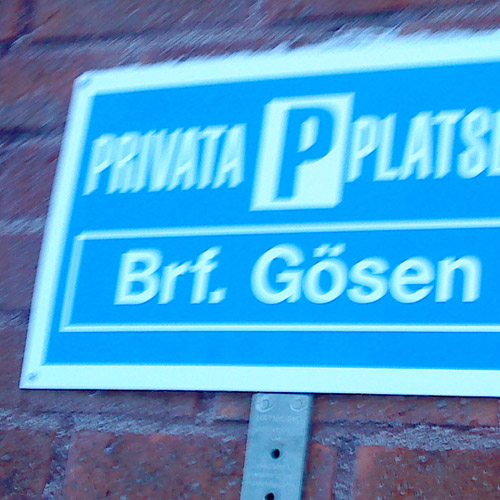
P-skylt hos brf Gösen i kvarteret Gösen
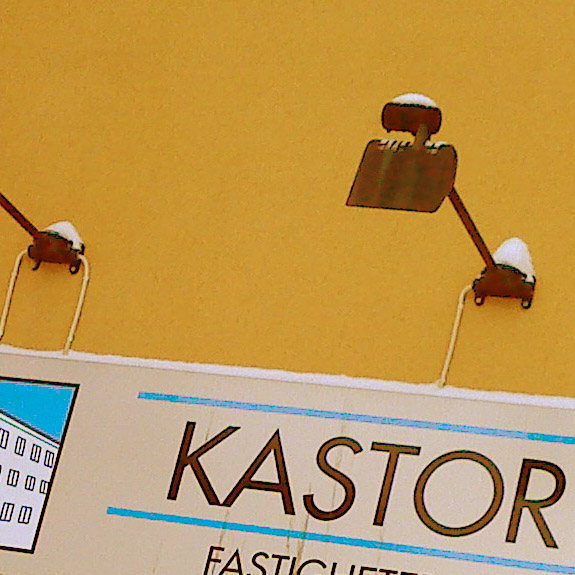
Fastighetsbolaget Kastor i kvarteret Kastor (bilden tagen i kv Orion)
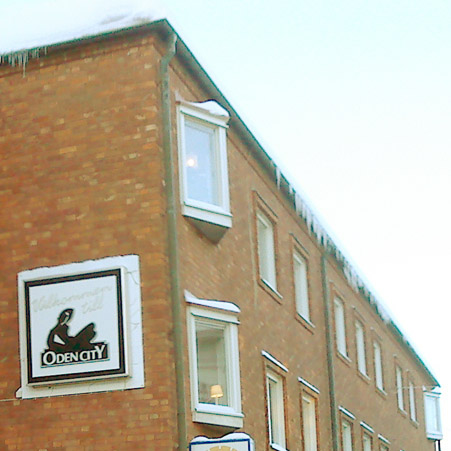
Odentorget (OdenCity) i kvarteret Oden (skylten sitter i kv Pantern)
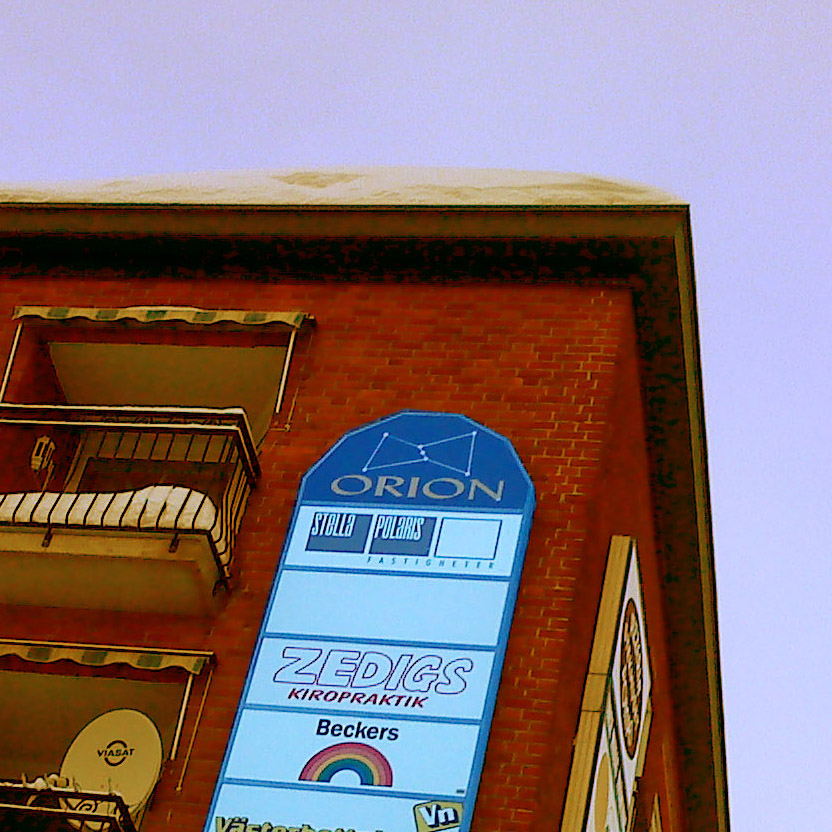
Företagshuset Orion i kvarteret Orion
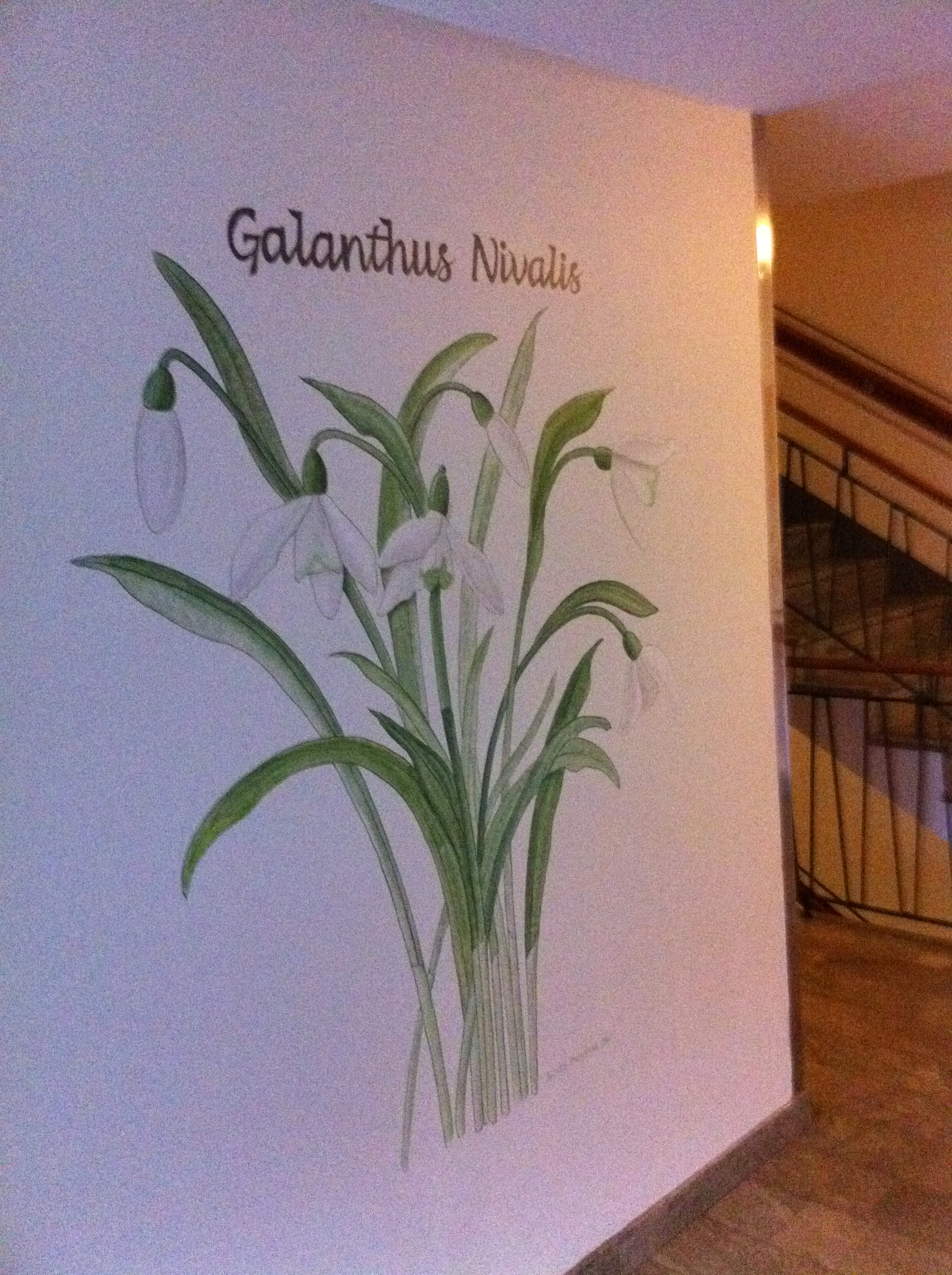
Snödroppe på väggen i trapphuset i kv Snödroppen (Getberget)
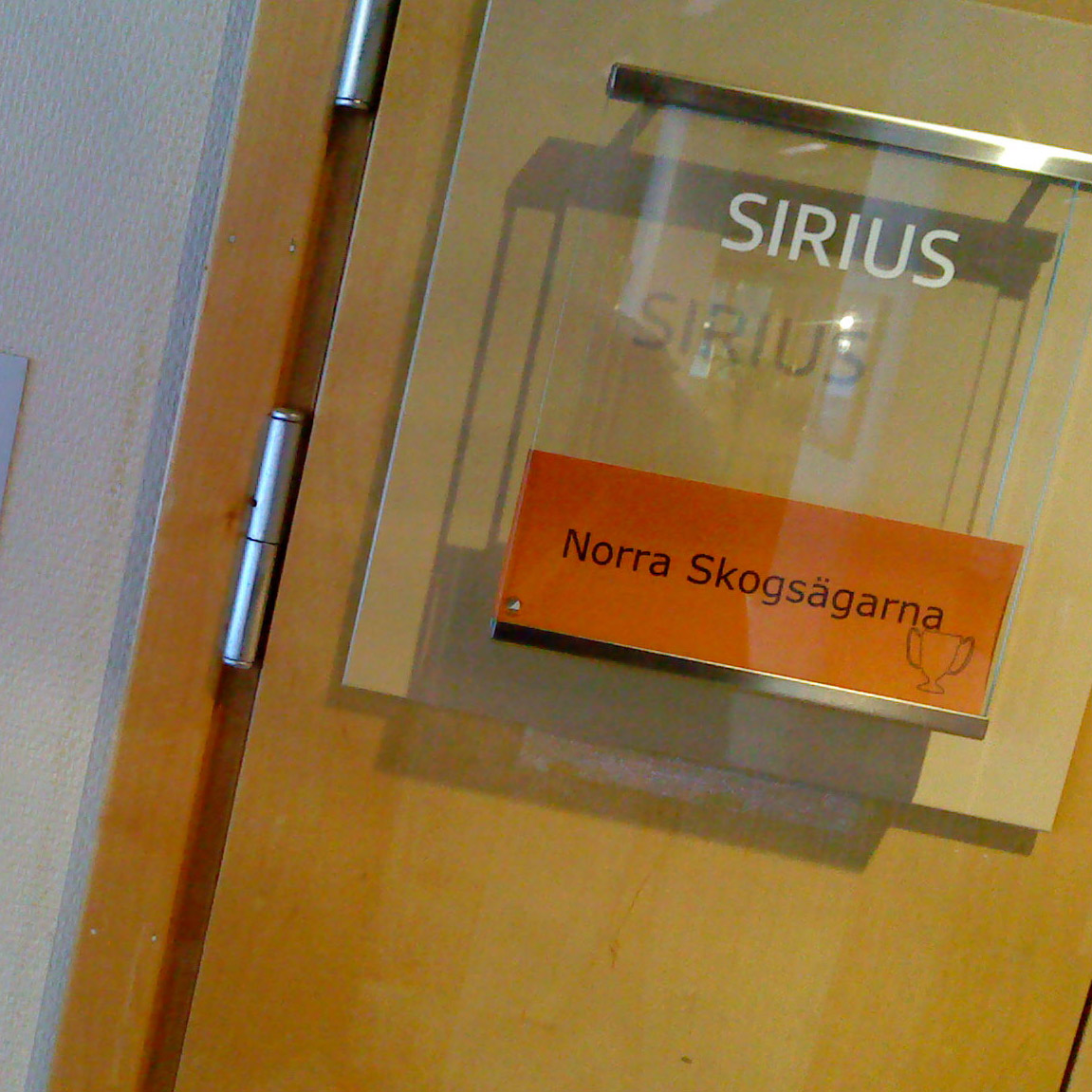
Konferensrummet Sirius i kvarteret Sirius
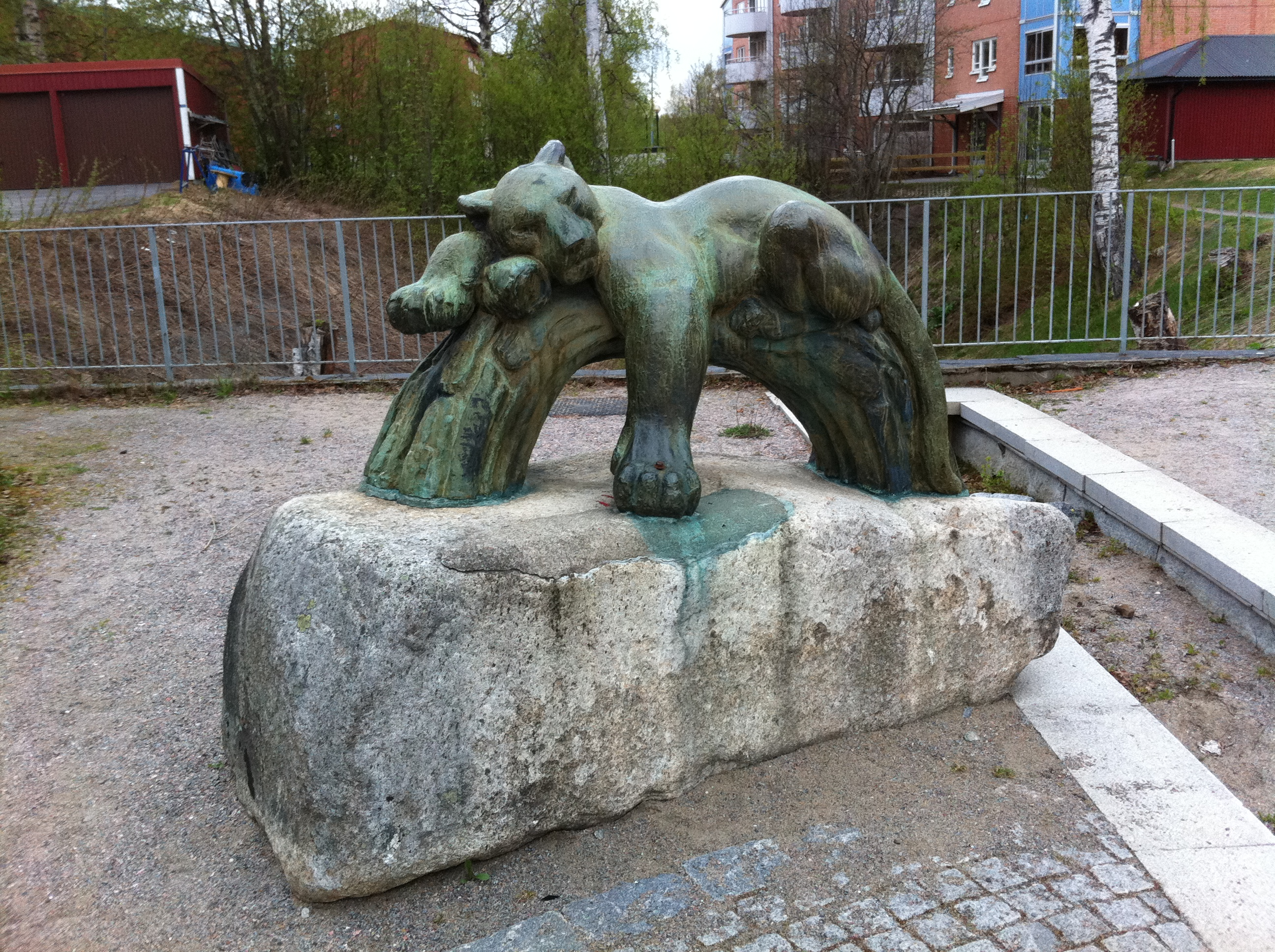
Panterstaty i kvarteret Pantern

### Större temata
Med ledning av kvarterens namn är det möjligt att få en hum om var i Skellefteå man befinner sig. Exempel på temata är blommor på Morön, träd på Norrböle, musik på Sjungande dalen, vintersport och väder på Morö Backe, jordbruk på Anderstorp, forskning på Campus Skellefteå, gjutning och sjöfart i Skelleftehamn, instrument och dans på Sunnanå, motordelar på Hammarängen, ädelstenar och horoskop på Degerbyn och eld på Östra Solbacken. Detta gäller i stor uträckning även gatunamnen.
År 2012 beslöt kommunfullmäktige att gatorna och kvarteren i det nya bostadsområdet Västra Eriksberg skulle namnges på temat Västerbottensberättare och våren 2015 antogs sålunda gatunamn som Katitzis gata, Lisbeth Salanders gata, Ormens väg och kvartersnamn som Hjortronlandet, Sänkhåven och Sekonden m fl.
Olika temata på kvartersnamn i centrala Skellefteå.

### Befintlig användning
Exempel på kvartersnamn med befintlig användning är Kyrkan, Gymnasieskolan, Stadsparken, Lasarettet, Campingplatsen och Brandstationen med flera.

### Historiska namn
Exempel på kvartersnamn med historiska referenser är Strömsör och Karlgård (äldre gårdar), Läroverket (nuvarande Nordanå), Sömmerskan (fd Algots), Gruvkarlen (efter Moröns silvergruva) och Skatboet (efter terpentinfabriken i Gammelstan) med flera.